# Philip Goodhart
Pour les articles homonymes, voir Goodhart.
Philip Carter Goodhart (3 novembre 1925 - 5 juillet 2015) est un homme politique conservateur britannique, fils d'Arthur Lehman Goodhart.

## Biographie
Goodhart fréquente l'école Hotchkiss à Lakeville, Connecticut. Il se présente à Consett en 1950 alors qu'il est encore étudiant au Trinity College de Cambridge. Il est élu député de Beckenham lors d'une élection partielle en 1957 jusqu'à sa retraite en 1992. L'un des candidats malheureux à l'investiture en 1957 est la jeune Margaret Thatcher.
Dans son livre Referendum (Tom Stacey Ltd, 1971), il fait valoir que le référendum, alors en discussion dans le contexte de l'adhésion du Royaume-Uni (Royaume-Uni) à la Communauté économique européenne (CEE), pourrait en fait servir à ancrer les garanties constitutionnelles qui – comme aujourd'hui – au Royaume-Uni, citant Arthur La contribution de Balfour au débat sur le projet de loi sur le Parlement (plus tard la loi sur le Parlement de 1911) : « Dans le référendum réside notre espoir d'obtenir le type de sécurité constitutionnelle dont tous les autres pays, sauf le nôtre, bénéficient. . ." ( Référendum, p. 205 ). Il rédige le compte rendu définitif de la campagne référendaire de 1975, Full-hearted Consent, et aussi The 1922 : The Story of the 1922 Committee (avec Ursula Branston ; Macmillan, 1973). Il est ministre adjoint d'Irlande du Nord (1979-1981) et ministre adjoint de la Défense (1981). Il est membre du Conseil fondateur du Rothermere American Institute de l'Université d'Oxford.
En 1950, il épouse Valerie Forbes Winant, nièce de John Gilbert Winant ; ils ont sept enfants : Arthur, Sarah, David, Rachel, Harriet, Rebecca et Daniel. Le couple vit à Whitebarn, Youlbury Woods, Oxford. Il est décédé en 2015, à l'âge de 89 ans. L'un de ses enfants est David Goodhart, directeur du groupe de réflexion Demos et journaliste pour le magazine Prospect.